# NGC 1647
NGC 1647 је расејано звездано јато у сазвежђу Бик које се налази на NGC листи објеката дубоког неба.
Деклинација објекта је + 19° 7' 9" а ректасцензија 4h 45m 42,2s. Привидна величина (магнитуда) објекта NGC 1647 износи 6,4. NGC 1647 је још познат и под ознакама OCL 457.